# Teotihuacán

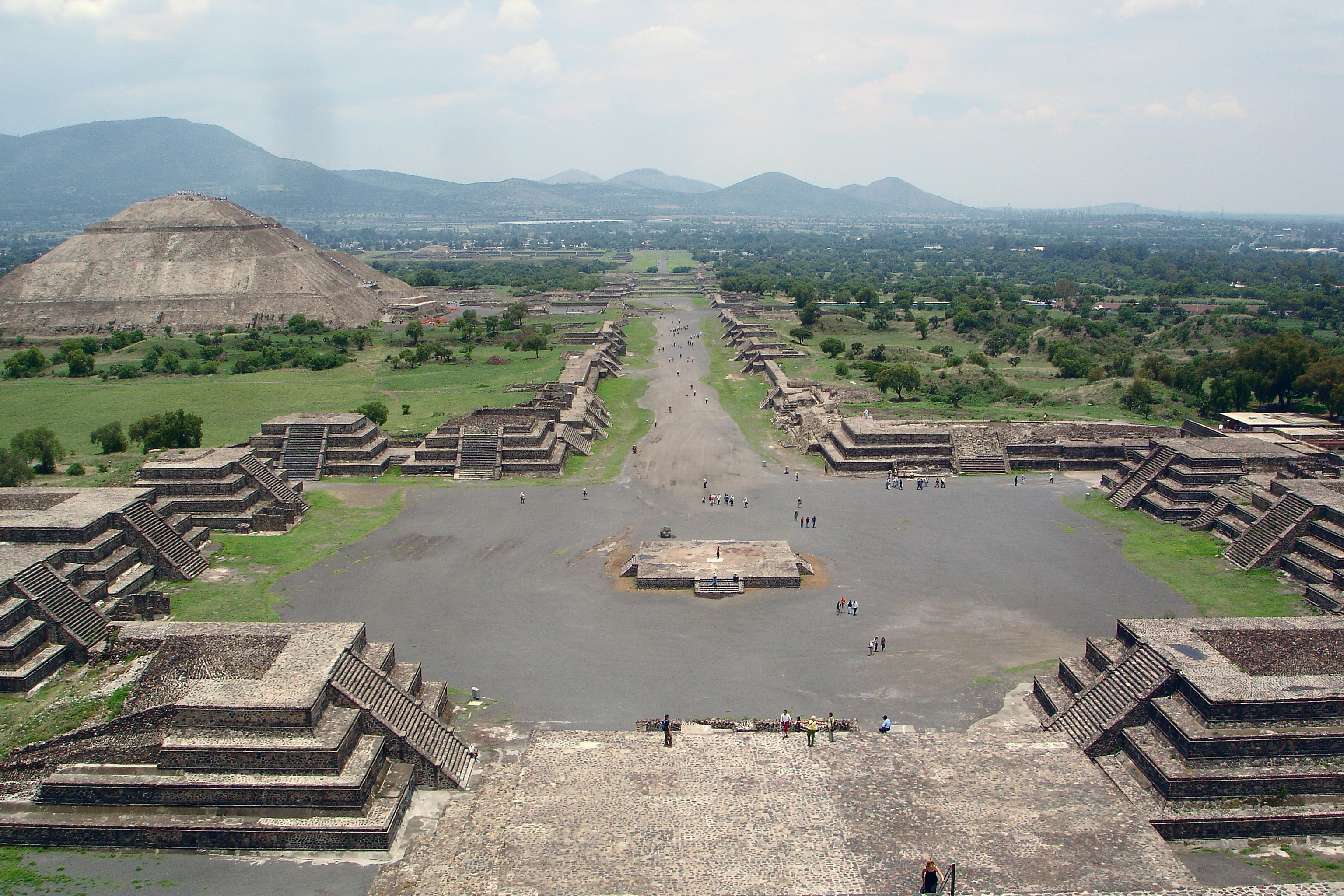
Piramida Soarelui și Calea Morților din Teotihuacán

Teotihuacán (limba nahuatl:  teo(tl) = Zeu; tihua = deveni), în traducere „Locul unde omul devine Zeu”, este un oraș vechi aztec situat în Mexic în apropiere de orașul San Juan Teotihuacán care are ca. 45.000 de locuitori. Orașul vechi exista deja în secolul al VI-lea î.Hr. și este situat la 45 km de orașul Ciudad de México. Între anii 100 și 650 î.e.n. Teotihuacán era un centru cultural, economic și militar important din Mezoamerica. În timpul apogeului de dezvoltare, orașul atingea o populație de circa 200.000 de locuitori și era cel mai mare oraș de pe continentul american cât și din lume. Prin anul 650 începe o perioadă de declin, apoi prin anul 750 orașul să fie părăsit, fără motive cunoscute. Însă, până la sosirea spaniolilor, orașul va fi mai departe considerat  de azteci un oraș sfânt, ca lăcaș unde se nasc zeii. După sosirea spaniolilor, orașul va fi cercetat prin anii 1900 prin săpături arheologice, aceste cercetări fiind îngreunate de lipsa inscripțiilor. Din anul 1987, Teotihuacán aparține de patrimoniul mondial UNESCO.

## Așezare

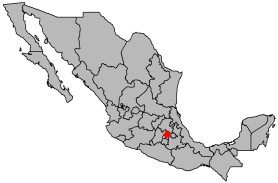
Amplasarea Teotihuacánului în Mexic

Ruina orașului se află în regiunea centrală a Mexicului la nord-est de capitală; ea se întinde pe o suprafață de 500 – 600 km2 la nord se află câțiva vulcani stinși, iar la sud un lanț muntos ce atinge altitudinea de 2800 m. În valea orașului vechi, în funcție de anotimp, curge Río San Juan, care se varsă în lacul Xaltocan. În vale domnește o climă caldă moderată, iarna cu o temperatură medie 14,8 o C și vara cu precipitații sărace, astfel între anii 1921 - 1968 a căzut numai o cantitate medie de precipitații de 550 mm/an. Iarna durează în general din octombrie până în mai și este caracterizată prin ploi, pe când vara este aproape lipsită de precipitații. Din această cauză valea este adecvată agriculturii numai în sezonul ploios, solul fiind fertil prin aluviunile aduse și de apa provenită din  Río San Juan. În regiunea apropiată sunt zăcăminte importante: s-au găsit obsidian, minerale argiloase și calcar. Fauna este reprezentată de iepuri, rozătoare, păsări, reptile, sau un soi de cerb (Odocoileus virginianus), animale adaptate la clima aridă unde se află numai tufișuri uscate.

## Imperiu
Deși este subiectul unor dezbateri dacă Teotihuacan a fost centrul unui stat-imperiu, influența sa asupra Mesoamericii este bine documentată, fiind găsite dovezi ale prezenței teotihuacane în numeroase situri arheologice din Veracruz și din regiunea Maya.